# Liste des châteaux des Alpes-Maritimes
La liste des châteaux des Alpes-Maritimes recense de manière non exhaustive les mottes castrales ou château de terre, les châteaux, château fort ou château de plaisance, les châteaux viticoles situés dans le département français des Alpes-Maritimes. Il est fait état des inscriptions et classements au titre des monuments historiques.

## Liste
Pour la ville de Nice, comprenant un grand nombre de châteaux et demeures sur son territoire, voici la liste dédiée :
- Châteaux de Nice

| Icône            | Signification    | Abréviations             | Abréviations                  | Abréviations             | Abréviations           |
| ---------------- | ---------------- | ------------------------ | ----------------------------- | ------------------------ | ---------------------- |
| Château fort     | Château fort     | = Bastide                | = Ferme fortifiée             | = Maison forte           | = (Néo-)Palladianisme  |
| Renaissance      | Renaissance      | = Château gascon         | = Folie (montpelliéraine)     | = Manoir, Gentilhommière | = Résidence épiscopale |
| Domaine viticole | Domaine viticole | = Classicisme, classique | = Forteresse, fort(ification) | = Maison (noble)         | = Style Beaux-Arts     |
| Palais           | Palais           | = Commanderie            | = Gothique (flamboyant)       | = Néo-baroque            | = Style Second Empire  |
| Ruine ou disparu | Ruine, disparu   | = Château pinardier      | = Hôtel particulier           | = Néo-classique          | = Style italianisant   |
|                  |                  | = Demeure seigneuriale   | ... = Style Louis XII...XVI   | = Néo-gothique           | = Style troubadour     |
|                  |                  | = Éclectisme             | = Logis (seigneurial)         | = Néo-Renaissance        | = Villa (de Nice)      |
| Baroque, rococo  | Baroque, rococo  | = Édifice religieux      | = Motte castrale/féodale      | = Pavillon de chasse     | = Styles du XXe siècle |

| Type                                            | Château                                  | Commune                                    | Protection                                                                  | Notes                                                           | Coordonnées                 | Illustration |
| ----------------------------------------------- | ---------------------------------------- | ------------------------------------------ | --------------------------------------------------------------------------- | --------------------------------------------------------------- | --------------------------- | ------------ |
| Forteresse, fort(ification) · Édifice religieux | Monastère fortifié de l'abbaye de Lérins | Cannes                                     | Classé MH (1840) · Notice no PA00080693                                     | XIe et XVe siècles                                              | 43° 30′ 19″ N, 7° 02′ 52″ E |              |
| Styles xxe siècle                               | Château d'Agecroft                       | Mandelieu-la-Napoule                       |                                                                             | 1918                                                            | 43° 31′ 09″ N, 6° 56′ 22″ E |              |
| Ruine ou disparu                                | Château au hameau des Agôts              | Amirat                                     |                                                                             |                                                                 | 43° 53′ 09″ N, 6° 49′ 20″ E |              |
|                                                 | Château de l'Aiguetta                    | Èze                                        |                                                                             |                                                                 | 43° 44′ 02″ N, 7° 21′ 26″ E |              |
| Folie (montpelliéraine)                         | Château de l'Anglais                     | Nice                                       | Inscrit MH (2000) · Notice no PA06000011                                    | 1856, Folie Riviera                                             | 43° 41′ 17″ N, 7° 17′ 42″ E |              |
| Ruine ou disparu                                | Château d'Annibal Grimaldi               | Tourette-du-Château                        |                                                                             |                                                                 | 43° 52′ 55″ N, 7° 08′ 33″ E |              |
| Forteresse, fort(ification)                     | Remparts d'Antibes                       | Antibes                                    |                                                                             |                                                                 | 43° 34′ 59″ N, 7° 07′ 43″ E |              |
| Motte castrale ou féodale · Ruine ou disparu    | Château d'Aspremont                      | Aspremont                                  |                                                                             | XIe siècle                                                      | 43° 32′ 52″ N, 1° 06′ 01″ O |              |
|                                                 | Château d'Auvare                         | Auvare                                     |                                                                             |                                                                 | 43° 59′ 18″ N, 6° 54′ 31″ E |              |
|                                                 | Château d'Azur                           | Nice                                       |                                                                             | aussi connu comme Château de Gairaut                            | 43° 44′ 06″ N, 7° 16′ 00″ E |              |
| Ruine ou disparu                                | Château de Bairols                       | Bairols                                    |                                                                             |                                                                 |                             |              |
| Forteresse, fort(ification)                     | Fort du Barbonnet                        | Sospel                                     |                                                                             |                                                                 | 43° 51′ 45″ N, 7° 25′ 58″ E |              |
|                                                 | Château de Barla                         | Nice                                       |                                                                             |                                                                 |                             |              |
| Forteresse, fort(ification)                     | Remparts Le Bastionnet                   | Villefranche-sur-Mer                       |                                                                             |                                                                 |                             |              |
|                                                 | Château de la Begude                     | Opio                                       |                                                                             |                                                                 |                             |              |
| Domaine viticole                                | Château de Bellet                        | Nice                                       |                                                                             |                                                                 | 43° 44′ 56″ N, 7° 12′ 36″ E |              |
|                                                 | Château de Bézaudun-les-Alpes            | Bézaudun-les-Alpes                         |                                                                             |                                                                 |                             |              |
|                                                 | Château de Bonson                        | Bonson                                     |                                                                             |                                                                 |                             |              |
|                                                 | Château de Cachiardi de Montfleury       | Breil-Sur-Roya                             |                                                                             | dit de Veune                                                    |                             |              |
|                                                 | Château du Caire                         | Tourrettes-sur-Loup                        |                                                                             |                                                                 |                             |              |
|                                                 | Tour des Calvys                          | Le Cannet                                  |                                                                             |                                                                 |                             |              |
| Édifice religieux                               | Château de Cannes                        | Cannes                                     | Classé MH (1937) · Notice no PA00080689 · Notice no M0872                   | Tour du Suquet, chapelle Sainte-Anne, musée                     | 43° 33′ 00″ N, 7° 00′ 37″ E |              |
| Styles xxe siècle                               | Château de Cap-Martin                    | Roquebrune-Cap-Martin                      |                                                                             |                                                                 | 43° 45′ 20″ N, 7° 28′ 57″ E |              |
| Palais                                          | Palais Carnolès                          | Menton                                     | Inscrit MH (1969) · Notice no PA00080767 · Jardin remarquable               | XVIIIe siècle, musée                                            | 43° 46′ 00″ N, 7° 29′ 17″ E |              |
| Forteresse, fort(ification)                     | Fort Carré                               | Antibes                                    | Classé MH (1906, 1913) · Notice no PA00080656                               | XVIe siècle                                                     | 43° 35′ 25″ N, 7° 07′ 38″ E |              |
|                                                 | Château de Carros                        | Carros                                     |                                                                             | XIIe siècle, Musée d'art contemporain                           | 43° 47′ 33″ N, 7° 11′ 13″ E |              |
| Ruine ou disparu                                | Château La Cassette                      | Massoins                                   |                                                                             |                                                                 |                             |              |
|                                                 | Château Castel Floréa                    | Villefranche-sur-mer                       |                                                                             |                                                                 |                             |              |
| Ruine ou disparu                                | Château La Castel-Vieil                  | La Roquette-sur-Var                        |                                                                             |                                                                 |                             |              |
|                                                 | Tour Castellar                           | Castellar                                  |                                                                             |                                                                 |                             |              |
|                                                 | Château de Castellaras                   | Mouans-Sartoux                             |                                                                             |                                                                 |                             |              |
| Ruine ou disparu                                | Château du Castellet                     | Saint-Jeannet                              |                                                                             |                                                                 |                             |              |
|                                                 | Château de la Causéga                    | Fontan                                     |                                                                             |                                                                 |                             |              |
| Forteresse, fort(ification)                     | Fort Central                             | Tende                                      |                                                                             | ou Haut                                                         |                             |              |
| Ruine ou disparu                                | Château de Châteauneuf-Villevieille      | Châteauneuf-Villevieille                   |                                                                             |                                                                 |                             |              |
| Forteresse, fort(ification)                     | Batterie du cimetière Russe              | Nice                                       |                                                                             |                                                                 |                             |              |
|                                                 | Château de Cipières                      | Cipières                                   |                                                                             | XVIIe siècle                                                    | 43° 47′ 02″ N, 6° 57′ 21″ E |              |
|                                                 | Château de Clavary                       | Auribeau-sur-Siagne                        |                                                                             | domaine privé                                                   |                             |              |
| Forteresse, fort(ification)                     | Fort de Colomars                         | Colomars                                   |                                                                             |                                                                 |                             |              |
|                                                 | Château des comtes de Grasse             | Le Bar-sur-Loup                            |                                                                             | XIVe siècle, avec vestiges d'un ancien donjon                   | 43° 42′ 05″ N, 6° 59′ 22″ E |              |
|                                                 | Château des comtes de Malaussène         | Gorbio                                     |                                                                             |                                                                 |                             |              |
| Forteresse, fort(ification)                     | Batterie de la Convention                | Île Sainte-Marguerite                      | Inscrit MH (1933) · Notice no PA00080695                                    | devant Cannes                                                   | 43° 31′ 01″ N, 7° 04′ 06″ E |              |
|                                                 | Château des Corporandy d'Auvare          | La Croix-sur-Roudoule                      |                                                                             |                                                                 |                             |              |
|                                                 | Château de Courmettes                    | Tourrettes-sur-Loup                        | Domaine agricole qui remplace l’ancien château; aujourd'hui centre chrétien | Route des Courmettes, A Rocha                                   | 43° 43′ 04″ N, 7° 01′ 10″ E |              |
| Forteresse, fort(ification)                     | Porte fortifiée de Coursegoules          | Coursegoules                               |                                                                             |                                                                 |                             |              |
| Domaine viticole · Styles xxe siècle            | Château de Crémat                        | Nice                                       |                                                                             | 1906                                                            | 43° 43′ 26″ N, 7° 12′ 34″ E |              |
| Néo-classique                                   | Château de la Croë                       | Antibes                                    |                                                                             | 1927                                                            | 43° 32′ 46″ N, 7° 08′ 03″ E |              |
|                                                 | Château de la Croix des Cardes           | Cannes                                     |                                                                             |                                                                 |                             |              |
|                                                 | Château du Croûton                       | Juan-les-Pins                              |                                                                             |                                                                 |                             |              |
|                                                 | Tour de la Cruella                       | Breil-sur-Roya                             |                                                                             |                                                                 |                             |              |
|                                                 | Château Diodato Riviera                  | Roquebrune-Cap-Martin                      |                                                                             |                                                                 |                             |              |
| Forteresse, fort(ification)                     | Fort de la Drète                         | Nice                                       |                                                                             |                                                                 |                             |              |
|                                                 | Château de Duce                          | Tende                                      |                                                                             | Saint Dalmas                                                    |                             |              |
| Palais                                          | Palais des ducs de Savoie                | Nice                                       | Inscrit MH (1994) · Classé MH (1996) · Notice no PA00132718                 | XIXe siècle, Une résidence royale des rois de Piémont-Sardaigne | 43° 41′ 47″ N, 7° 16′ 30″ E |              |
|                                                 | Château Eléonore                         | Cannes                                     |                                                                             |                                                                 | 43° 33′ 08″ N, 7° 00′ 01″ E |              |
|                                                 | Château de l'Esperon                     | Villars-sur-Var                            |                                                                             |                                                                 |                             |              |
| Ruine ou disparu                                | Château d'Èze                            | Èze                                        |                                                                             |                                                                 |                             |              |
| Forteresse, fort(ification)                     | Fort de la Forca                         | Breil-sur-Roya, Moulinet                   |                                                                             |                                                                 |                             |              |
|                                                 | Château de la Gardiola                   | Coaraze                                    |                                                                             |                                                                 |                             |              |
|                                                 | Château de Garibondy                     | Le Cannet                                  |                                                                             |                                                                 |                             |              |
|                                                 | Château de la Garoupe                    | Antibes                                    |                                                                             |                                                                 |                             |              |
| Ruine ou disparu                                | Château de Gattières                     | Gattières                                  |                                                                             |                                                                 | 43° 45′ 39″ N, 7° 10′ 42″ E |              |
|                                                 | Château de la Gaude                      | Saint-Jeannet                              |                                                                             |                                                                 |                             |              |
| Forteresse, fort(ification)                     | Porte de Gênes                           | Breil-sur-Roya                             | Inscrit MH (1986) · Notice no PA00080677                                    | Moyen Âge                                                       | 43° 56′ 14″ N, 7° 31′ 03″ E |              |
| Forteresse, fort(ification)                     | Fort de Giaure                           | Tende                                      |                                                                             |                                                                 | 44° 08′ 13″ N, 7° 31′ 26″ E |              |
| Château fort · Ruine ou disparu                 | Château de Gilette                       | Gilette                                    | Inscrit MH (1933) · Notice no PA00080724                                    | XIIIe siècle                                                    | 43° 51′ 01″ N, 7° 09′ 40″ E |              |
|                                                 | Château de Gourdon                       | Gourdon                                    | Inscrit MH (1972) · Notice no PA00080725                                    | XIIe et XVe siècles                                             | 43° 43′ 12″ N, 6° 58′ 42″ E |              |
| Forteresse, fort(ification)                     | Remparts de Gourdon                      | Gourdon                                    |                                                                             |                                                                 |                             |              |
| Château fort · Ruine ou disparu                 | Château de Gréolières                    | Gréolières                                 | Inscrit MH (1976) · Notice no PA00080745                                    | XIVe et XVIIIe siècles                                          | 43° 47′ 41″ N, 6° 56′ 33″ E |              |
|                                                 | Château Grimaldi                         | Antibes                                    | Classé MH (1928) · Notice no PA00080651                                     | XVe et XVIe siècles, Musée Picasso                              | 43° 34′ 50″ N, 7° 07′ 42″ E |              |
|                                                 | Tour Grimaldi                            | Antibes                                    | Classé MH (1945) · Notice no PA00080653                                     | XIe siècle                                                      | 43° 34′ 52″ N, 7° 07′ 42″ E |              |
| Ruine ou disparu                                | Château des Grimaldi                     | Ascros                                     |                                                                             |                                                                 |                             |              |
| Château fort                                    | Château Grimaldi                         | Cagnes-sur-Mer                             | Classé MH (1948) · Notice no PA00080687                                     | XIVe et XVIIe siècles                                           | 43° 40′ 01″ N, 7° 08′ 44″ E |              |
|                                                 | Château de Hautes Gréolières             | Gréolières                                 |                                                                             |                                                                 |                             |              |
|                                                 | Château Jane Andrée                      | Antibes                                    |                                                                             |                                                                 |                             |              |
| Forteresse, fort(ification)                     | Fort royal de l'île Sainte-Marguerite    | Cannes                                     | Classé MH (1927) · Notice no PA00080696                                     |                                                                 | 43° 31′ 24″ N, 7° 02′ 38″ E |              |
|                                                 | Château des Lascaris                     | Gorbio                                     |                                                                             |                                                                 |                             |              |
| Palais                                          | Palais Lascaris                          | Nice                                       | Classé MH (1946) · Notice no PA00080806                                     | XVIIe et XVIIIe siècles                                         | 43° 41′ 52″ N, 7° 16′ 38″ E |              |
| Ruine ou disparu                                | Château Lascaris                         | Tende                                      |                                                                             |                                                                 |                             |              |
|                                                 | Château Leliwa                           | Nice                                       |                                                                             |                                                                 |                             |              |
|                                                 | Villa La Leopolda                        | Villefranche-sur-Mer                       |                                                                             |                                                                 | 43° 42′ 20″ N, 7° 19′ 16″ E |              |
|                                                 | Château de Loda                          | Lantosque                                  |                                                                             |                                                                 |                             |              |
|                                                 | Château Louis XIII                       | Cannes                                     |                                                                             |                                                                 |                             |              |
|                                                 | Château de Lucéram                       | Lucéram                                    |                                                                             |                                                                 |                             |              |
|                                                 | Tour de la Madone                        | Villeneuve-Loubet                          | Inscrit MH (1989) · Notice no PA00080953                                    | XIIIe siècle                                                    | 43° 39′ 22″ N, 7° 05′ 56″ E |              |
| Ruine ou disparu                                | Château de Malmorte                      | Saorge                                     |                                                                             |                                                                 |                             |              |
| Ruine ou disparu                                | Château du Malvan                        | Vence                                      |                                                                             | ou des Malvans                                                  |                             |              |
| Forteresse, fort(ification)                     | Fort de la Marguerie                     | Tende                                      |                                                                             |                                                                 | 44° 08′ 18″ N, 7° 32′ 59″ E |              |
|                                                 | Château de Marie                         | Marie                                      |                                                                             |                                                                 |                             |              |
|                                                 | Château de Marie-Henriette Levin         | Roquebrune Cap-Martin                      |                                                                             |                                                                 |                             |              |
|                                                 | Château Marly                            | Menton                                     |                                                                             |                                                                 |                             |              |
| Forteresse, fort(ification)                     | Bastion de Menton                        | Menton                                     |                                                                             | musée du Bastion                                                |                             |              |
| Ruine ou disparu                                | Tour fortifié de Menton                  | Menton                                     |                                                                             | remparts du vieux château                                       |                             |              |
| Forteresse, fort(ification)                     | Fort des Mille-Fourches                  | Alpes maritimes                            |                                                                             |                                                                 |                             |              |
| Forteresse, fort(ification)                     | Fort du Mont-Agel                        | Sainte-Agnès                               |                                                                             |                                                                 | 43° 46′ 14″ N, 7° 25′ 10″ E |              |
| Forteresse, fort(ification)                     | Fort du mont Alban                       | Nice                                       | Classé MH (1909, 1913, 1923) · Notice no PA00080795                         | XVIe siècle                                                     | 43° 42′ 05″ N, 7° 18′ 01″ E |              |
| Forteresse, fort(ification)                     | Fort du Mont Boron                       | Nice                                       |                                                                             |                                                                 |                             |              |
| Forteresse, fort(ification)                     | Fort du Mont Chauve                      | Aspremont                                  |                                                                             |                                                                 | 43° 46′ 14″ N, 7° 15′ 16″ E |              |
| Forteresse, fort(ification)                     | Fort du Mont Chauve de Tourrette         | Tourrette-Levens                           |                                                                             |                                                                 |                             |              |
| Forteresse, fort(ification)                     | Fort du Mont Ours                        | Peille                                     |                                                                             |                                                                 |                             |              |
|                                                 | Château de Montfort                      | La Colle-sur-Loup                          | Inscrit MH (1969) · Notice no PA00080711                                    | XVIe siècle                                                     | 43° 40′ 44″ N, 7° 06′ 35″ E |              |
| Demeure seigneuriale                            | Château de Mouans                        | Mouans-Sartoux                             | Inscrit MH (1989) · Notice no PA00080769                                    | XVIe et XIXe siècles                                            | 43° 37′ 14″ N, 6° 58′ 09″ E |              |
|                                                 | Château de Mougins                       | Mougins                                    |                                                                             |                                                                 |                             |              |
|                                                 | Château de la Napoule                    | Mandelieu-La-Napoule                       | Inscrit MH (1947) · Notice no PA00080773 · Jardin remarquable               | XIIe et XIXe siècles                                            | 43° 31′ 24″ N, 6° 56′ 35″ E |              |
| Ruine ou disparu                                | Château de Nice                          | Nice                                       |                                                                             |                                                                 | 43° 41′ 45″ N, 7° 16′ 47″ E |              |
|                                                 | Château Notre Dame des Fleurs            | Vence                                      |                                                                             |                                                                 |                             |              |
|                                                 | Tour de l'Olivette                       | Cap d'Antibes                              |                                                                             |                                                                 |                             |              |
|                                                 | Château des Ollières                     | Nice                                       |                                                                             |                                                                 |                             |              |
|                                                 | Porte de l'Orme                          | Antibes                                    |                                                                             |                                                                 |                             |              |
|                                                 | Château de Pégomas                       | Pégomas                                    |                                                                             |                                                                 |                             |              |
|                                                 | Château de Peille                        | Peille                                     |                                                                             |                                                                 |                             |              |
| Forteresse, fort(ification)                     | Fort de la Pelousette                    | Saint-Dalmas-le-Selvage                    |                                                                             |                                                                 |                             |              |
|                                                 | Château de La Penne                      | La Penne                                   |                                                                             |                                                                 |                             |              |
| Forteresse, fort(ification)                     | Fort Pépin                               | Tende                                      |                                                                             |                                                                 |                             |              |
| Forteresse, fort(ification)                     | Fort Pernante                            | Tende                                      |                                                                             |                                                                 |                             |              |
| Forteresse, fort(ification)                     | Fort du Pic Charvet                      | Tournefort                                 |                                                                             |                                                                 |                             |              |
|                                                 | Château de Piène-Haute                   | Piène-Haute                                |                                                                             |                                                                 |                             |              |
|                                                 | Château du Piol                          | Nice                                       |                                                                             | Disparu aujourd'hui                                             |                             |              |
|                                                 | Castel des Prés                          | Nice                                       |                                                                             |                                                                 |                             |              |
|                                                 | Château de Puget-Rostang                 | Puget-Rostang                              |                                                                             |                                                                 |                             |              |
|                                                 | Château des Quatre-Tours Thorenc         | Andon                                      |                                                                             |                                                                 |                             |              |
| Ruine ou disparu                                | Château de la Reine Jeanne               | Guillaumes                                 |                                                                             |                                                                 | 44° 05′ 27″ N, 6° 51′ 20″ E |              |
| Forteresse, fort(ification)                     | Fort de la Revère                        | Èze                                        |                                                                             |                                                                 | 43° 44′ 18″ N, 7° 21′ 56″ E |              |
| Ruine ou disparu                                | Château de Rigaud                        | Rigaud                                     |                                                                             |                                                                 |                             |              |
|                                                 | Château Robert                           | Golfe-Juan                                 |                                                                             |                                                                 |                             |              |
|                                                 | Château de Roquebrune-Cap-Martin         | Roquebrune-Cap-Martin                      |                                                                             |                                                                 | 43° 45′ 55″ N, 7° 27′ 33″ E |              |
| Ruine ou disparu                                | Château de Roquefort-les-Pins            | Roquefort-les-Pins                         |                                                                             |                                                                 | 43° 41′ 12″ N, 7° 04′ 08″ E |              |
| Ruine ou disparu                                | Château de Roubion                       | Roubion                                    |                                                                             |                                                                 |                             |              |
| Ruine ou disparu                                | Château de Roure                         | Roure                                      |                                                                             |                                                                 |                             |              |
|                                                 | Château du Rouret                        | Le Rouret                                  |                                                                             |                                                                 |                             |              |
|                                                 | Château de Saint-André                   | Saint-André-de-la-Roche                    |                                                                             |                                                                 |                             |              |
|                                                 | Château de Saint-Blaise                  | Saint-Blaise                               |                                                                             |                                                                 |                             |              |
|                                                 | Citadelle Saint-Elme                     | Villefranche-sur-Mer                       |                                                                             |                                                                 | 43° 42′ 05″ N, 7° 18′ 39″ E |              |
|                                                 | Château de Saint-Georges                 | Grasse                                     |                                                                             |                                                                 |                             |              |
| Ruine ou disparu                                | Château Saint-Georges                    | Saorge                                     |                                                                             |                                                                 |                             |              |
| Forteresse, fort(ification)                     | Tour de Saint-Hospice                    | Saint-Jean-Cap-Ferrat                      | Classé MH (1931) · Notice no PA00080840 · Notice no IA06000014              | Moyen Âge, aussi connue comme Fort de Saint-Hospice             | 43° 41′ 09″ N, 7° 20′ 47″ E |              |
|                                                 | Donjon de Saint-Paul-de-Vence            | Saint-Paul-de-Vence                        |                                                                             |                                                                 | 43° 41′ 50″ N, 7° 07′ 19″ E |              |
|                                                 | Château Saint-Jean                       | Saint-Jean-Cap-Ferrat                      |                                                                             | Maison construit en 1899                                        |                             |              |
|                                                 | Commanderie de Saint-Martin              | Vence                                      |                                                                             |                                                                 | 43° 44′ 18″ N, 7° 06′ 07″ E |              |
| Forteresse, fort(ification)                     | Remparts de Saint-Paul-de-Vence          | Saint-Paul-de-Vence                        |                                                                             |                                                                 |                             |              |
| Ruine ou disparu                                | Château de Sainte-Agnès                  | Sainte-Agnès                               |                                                                             |                                                                 | 43° 48′ 02″ N, 7° 27′ 48″ E |              |
| Forteresse, fort(ification)                     | Fort de Sainte-Agnès                     | Sainte-Agnès                               |                                                                             |                                                                 | 43° 47′ 55″ N, 7° 27′ 44″ E |              |
|                                                 | Château Sainte-Hélène                    | Nice                                       |                                                                             |                                                                 | 43° 41′ 09″ N, 7° 13′ 55″ E |              |
|                                                 | Château Salé                             | Antibes                                    |                                                                             |                                                                 | 43° 35′ 06″ N, 7° 06′ 44″ E |              |
|                                                 | Tour Sarrasine                           | Cap-d'Ail                                  |                                                                             |                                                                 |                             |              |
|                                                 | Tour Sarrasine                           | Grasse                                     |                                                                             |                                                                 | 43° 39′ 29″ N, 6° 55′ 27″ E |              |
|                                                 | Tour Sarrasine                           | Nice                                       |                                                                             | Commanderie de Bellet, Saint Roman de Bellet                    |                             |              |
|                                                 | Château Scott                            | Cannes                                     |                                                                             |                                                                 |                             |              |
| Ruine ou disparu                                | Château des Seigneurs de la Brigue       | La Brigue                                  |                                                                             |                                                                 |                             |              |
|                                                 | Château Les Serres                       | Gattières                                  |                                                                             |                                                                 |                             |              |
| Ruine ou disparu                                | Château haut de Sigale                   | Sigale                                     |                                                                             |                                                                 | 43° 52′ 16″ N, 6° 57′ 53″ E |              |
|                                                 | Château de Soligny                       | Cannes                                     |                                                                             |                                                                 |                             |              |
| Ruine ou disparu                                | Château de Sospel                        | Sospel                                     |                                                                             |                                                                 | 43° 52′ 35″ N, 7° 26′ 51″ E |              |
|                                                 | Vieux Pont de Sospel                     | Sospel                                     |                                                                             |                                                                 | 43° 52′ 44″ N, 7° 26′ 57″ E |              |
|                                                 | Tour Stella                              | Cap d'Antibes                              |                                                                             |                                                                 |                             |              |
| Forteresse, fort(ification)                     | Fort Tabourde                            | Tende                                      |                                                                             |                                                                 | 44° 08′ 10″ N, 7° 35′ 12″ E |              |
| Château fort                                    | Château de Théoule                       | Théoule-sur-Mer                            |                                                                             |                                                                 | 43° 30′ 29″ N, 6° 56′ 23″ E |              |
|                                                 | Château des Terrasses                    | Cap d'Ail                                  |                                                                             |                                                                 |                             |              |
| Forteresse, fort(ification)                     | Fort de la Tête de Chien                 | La Turbie                                  |                                                                             |                                                                 | 43° 43′ 57″ N, 7° 24′ 09″ E |              |
| Château fort · Ruine ou disparu                 | Castellaras de Thorenc                   | Andon                                      | Site inscrit (1969) « Notice » · Inscrit MH (1991) Notice no PA00080961.    | XIIe – XIVe siècles                                             | 43° 47′ 30″ N, 6° 50′ 22″ E |              |
|                                                 | Château Thorenc                          | Cannes                                     |                                                                             |                                                                 |                             |              |
| Ruine ou disparu                                | Château de Toudon                        | Toudon                                     |                                                                             |                                                                 |                             |              |
| Ruine ou disparu                                | Château de Touët-sur-Var                 | Touët-sur-Var                              |                                                                             |                                                                 |                             |              |
|                                                 | Château de la Tour                       | Cannes                                     |                                                                             |                                                                 |                             |              |
|                                                 | Château de La Tour des Baumettes         | Nice                                       |                                                                             |                                                                 |                             |              |
|                                                 | Château de la Tour du Mont Boron         | Nice                                       |                                                                             |                                                                 |                             |              |
| Ruine ou disparu                                | Château de Tournefort                    | Tournefort                                 |                                                                             |                                                                 |                             |              |
|                                                 | Château de Tourrette-Levens              | Tourrette-Levens                           |                                                                             |                                                                 | 43° 47′ 01″ N, 7° 16′ 35″ E |              |
| Château fort                                    | Château de Tourrettes-sur-Loup           | Tourrettes-sur-Loup                        |                                                                             | Moyen Âge                                                       | 43° 42′ 57″ N, 7° 03′ 31″ E |              |
| Forteresse, fort(ification)                     | Forteresse troglodyte                    | Aiglun                                     |                                                                             |                                                                 | 43° 52′ N, 6° 55′ E         |              |
| Forteresse, fort(ification)                     | Forteresse troglodyte de Gourdon         | Gourdon                                    |                                                                             |                                                                 |                             |              |
|                                                 | Redoute des Trois communes               | Breil-sur-Roya, La Bollène-Vésubie, Saorge |                                                                             |                                                                 |                             |              |
|                                                 | Château de Vallauris                     | Vallauris                                  |                                                                             |                                                                 |                             |              |
|                                                 | Château des Vallettes                    | Tourrettes-sur-Loup                        |                                                                             |                                                                 |                             |              |
|                                                 | Château Vallombrosa                      | Cannes                                     |                                                                             |                                                                 |                             |              |
|                                                 | Château de Valrose                       | Nice                                       |                                                                             | siège administratif de l'université                             |                             |              |
|                                                 | Château de Vaugrenier                    | Villeneuve-Loubet                          |                                                                             |                                                                 |                             |              |
|                                                 | Torre Vecchia                            | Villefranche-sur-Mer                       |                                                                             |                                                                 |                             |              |
| Forteresse, fort(ification)                     | Remparts de Vence                        | Vence                                      | Inscrit MH (1932, 1936) · Notice no PA00080918                              | Moyen Âge                                                       | 43° 43′ 22″ N, 7° 06′ 45″ E |              |
| Palais                                          | Palais Venitien                          | Cannes                                     |                                                                             |                                                                 |                             |              |
|                                                 | Château de Vieux-Séranon                 | Séranon                                    |                                                                             |                                                                 |                             |              |
|                                                 | Château des Villeneuve                   | Tourrettes-sur-Loup                        |                                                                             |                                                                 |                             |              |
|                                                 | Château de Villeneuve                    | Vence                                      |                                                                             |                                                                 |                             |              |
| Château fort                                    | Château de Villeneuve-Loubet             | Villeneuve-Loubet                          |                                                                             |                                                                 |                             |              |